# アンブローズ・ダッドリー・マン

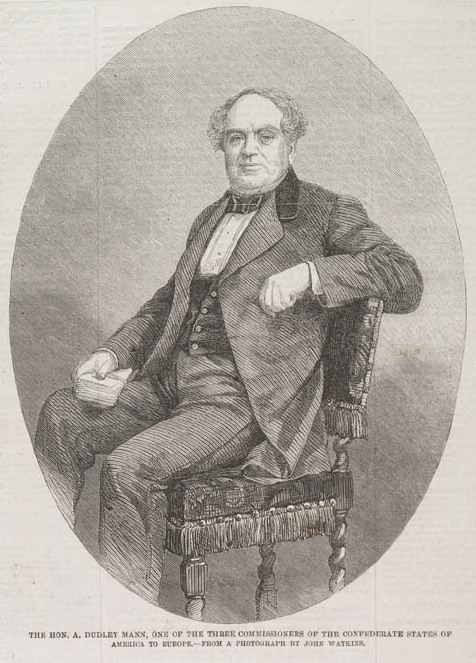
アンブローズ・ダッドリー・マン

アンブローズ・ダッドリー・マン（Ambrose Dudley Mann, 1801年4月26日 - 1889年11月）は、アメリカ合衆国の政治家、外交官。初代アメリカ合衆国国務次官補およびアメリカ連合国弁務官を務めた。

## 生涯
1801年4月26日、マンはバージニア州ハノーヴァー・コートハウスで生まれた。マンは陸軍士官学校で学んだが、卒業前に退学した。1842年、マンはブレーメンで合衆国領事となり、通商条約の締結交渉を任された。マンは1845年の退任までハノーファー、オルデンブルク、メクレンブルクと通常条約を締結した。合衆国はその後1847年までにプロイセンを除くドイツ全州と通商条約を締結した。
マンは1849年に駐ハンガリーの合衆国弁務官となり、1850年には互恵条約の締結交渉のため駐スイスの合衆国公使を務めた。マンはその後合衆国へ帰国し、1853年3月23日から1855年5月8日まで初代国務次官補を務めた。
南北戦争が勃発すると、マンは連合国側を支持した。マンは南部諸州の農業生産物から得られる利益を拡大することに専念した。1861年3月16日、連合国のジェファーソン・デイヴィス大統領とロバート・トゥームズ国務長官は、マンをウィリアム・ラウンズ・ヤンシー、ピエール・アドルフ・ロストとともに駐ヨーロッパの連合国弁務官に任命した。3人は1861年3月31日にヨーロッパへ向けて出国した。その後ヤンシーとロストは弁務官の職をジョン・スライデルとジェイムズ・マレー・メイソンと交代した。
マンは晩年をフランスで過ごした。マンはパリのアパートとシャンティイーの別荘を拠点とし、1888年に回想録を公表した。そして1889年11月、マンはフランスにおいて死去し、パリ市内に埋葬された。